# Sigrdrífa
En la mitología nórdica, Sigrdrífa (del nórdico antiguo: ventisca de victoria) es una de las valquirias, asociada a Sigurd. 

## La Edda mayor y la Saga Volsunga
En la Edda Mayor, unos de los poemas que corresponde al ciclo nibelungo es llamado Sigrdrífumál o Canción de Sigrdrífa. Allí esta valquiria aparece como un mentor o consejero del famoso héroe Sigurd. El mismo suceso se repite en la Saga de los volsungos, donde Sigurd libera a Sigrdrífa recibiendo de ésta habilidades mágicas para sanar y vencer en batalla.

## Sigrdrifa y Brunilda
Frecuentemente, Sigrdrífa es identificada con Brunilda. Sin embargo, algunos estudiosos no concuerdan con esto, debido a los roles distintos que desempeñan. 
- Datos: Q1076478